# Canis
A Canis a ragadozók (Carnivora) rendjébe tartozó kutyafélék (Canidae) családjának névadó és egyben egyik legnépesebb neme. Első képviselőjének az olaszországi Toszkána tartományban a földtörténet felső pliocén rétegeiből előkerült, †Canis etruscus Major néven leírt farkast tekintik. E nem fajait közepes vagy nagy méretük, masszív, jól fejlett koponyájuk és fogaik, hosszú lábuk, valamint viszonylag rövid fülük és farkuk különböztetik meg a többi kutyafélétől.

## Rendszerezés
A Canis nemet (Linné, 1758) a Systema Naturae 10. kiadásában említették meg először, és a kutyaszerű ragadozókat foglalta magában: a kutyát, a farkasokat, a prérifarkast és a sakálokat. A nem minden faja filogenetikailag közeli rokonságban áll, 78 kromoszómával rendelkeznek, és potenciálisan kereszteződhetnek egymással. 1926-ban az ICZN felvette a Canis nemet a hivatalos névjegyzékébe. 1955-ben az ICZN felvette a házikutyát (C. familiaris) a Canis nem típusfajaként a hivatalos listára.
A nembe az alábbi 5 vagy 7 faj tartozik:
- afrikai farkas (Canis lupaster) - 2015-ig az aranysakál afrikai állományának vélték
- aranysakál (Canis aureus)
- prérifarkas más néven kojot (Canis latrans)
- szürke farkas vagy egyszerűen farkas (Canis lupus)
- kutya (Canis familiaris vagy Canis lupus familiaris)
  - dingó (Canis lupus dingo)
- vörös farkas vagy rőt farkas (Canis rufus vagy Canis lupus rufus)
- abesszin farkas más néven kaber, etióp róka vagy etióp sakál (Canis simensis)

Korábban a Lupulella nem két faját, a panyókás sakált (Canis mesomelas) és a sujtásos sakált (Canis adustus) hagyományosan a Canis genushoz sorolták. Egy 2017-es rendszertani áttekintés azt javasolta, hogy ezt a két fajt ismerjék el a Lupulella genusnak. Ezen felülvizsgálatra válaszul az Amerikai Mammalógusok Társasága (American Society of Mammalogists) új genusként ismerte el.
Egykoron a fosszilis óriásfarkast (Aenocyon dirus) is idehelyezték Canis dirus név alatt. Azonban a legújabb DNS-vizsgálatok bebizonyították, hogy csak távoli rokonról van szó.

## Galéria

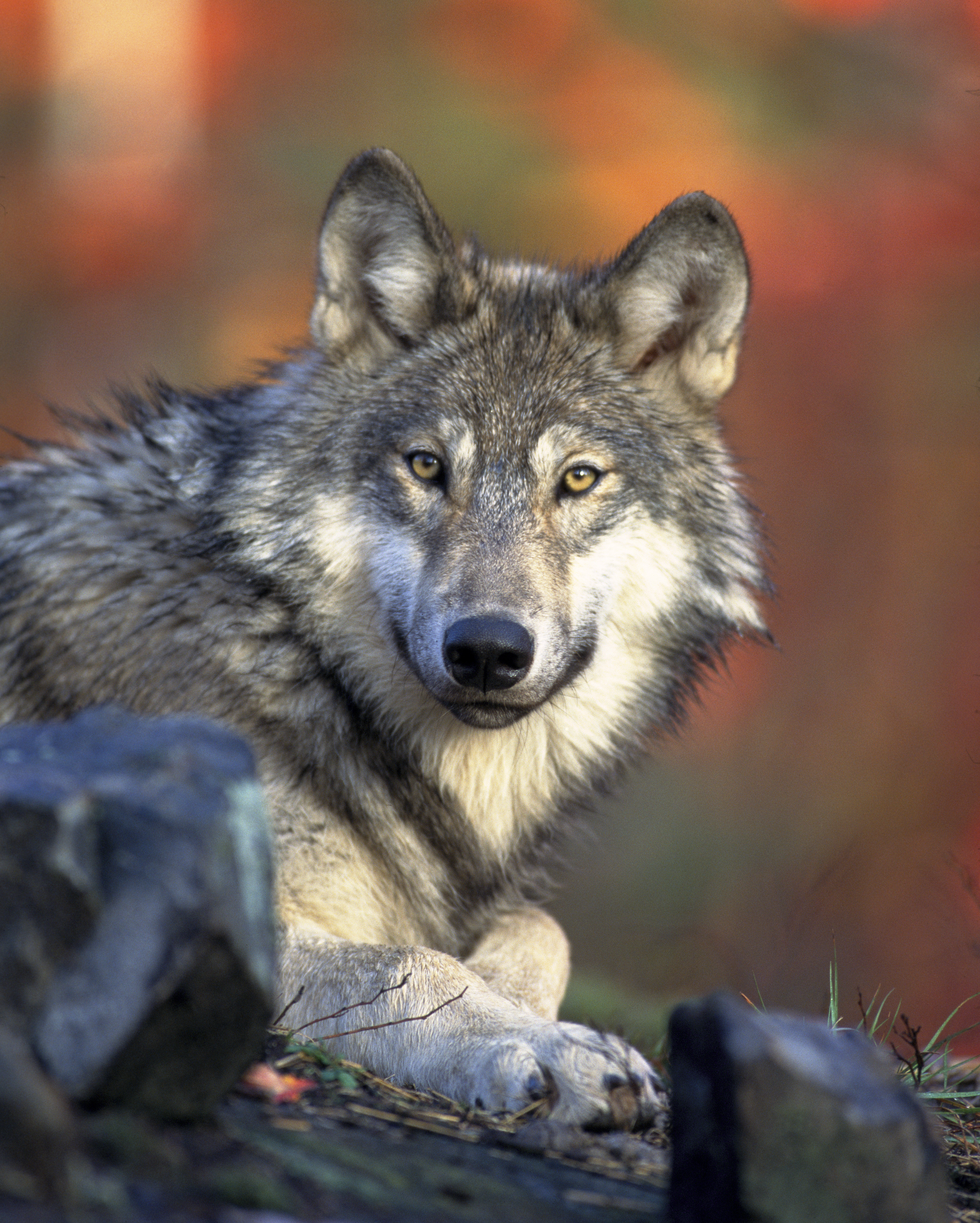
Szürke farkas (Canis lupus)
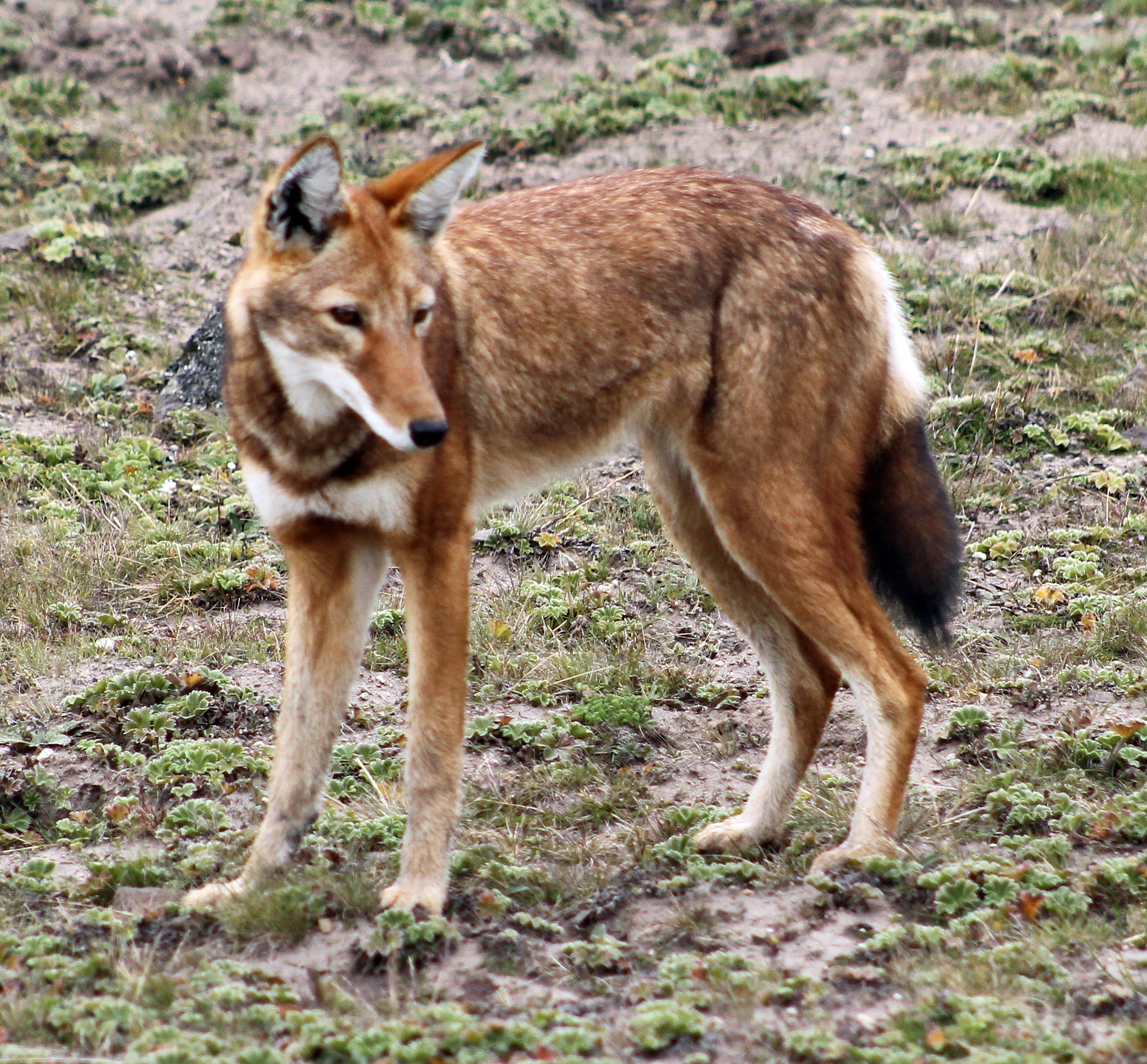
Etióp farkas (Canis simensis)